# シーアールイー
株式会社シーアールイー（CRE, Inc.）は、東京都港区に本社を置く、物流施設に特化した不動産会社。
企業スローガンは、『「つなぐ」未来を創造する』。

## 概要
物流施設に特化した不動産の賃貸管理、開発、アセットマネジメントを手掛ける。
1935年創業の不動産会社・公共建物の創業家出身である山下修平（アラビア石油創業者・山下太郎の孫）が2009年に設立。2010年に民事再生法適用を申請した元・JASDAQ上場のコマーシャル・アールイーの事業を譲受し、その子会社であった天幸総建を吸収合併して事業基盤を築いた。
コマーシャル・アールイーが運営していた倉庫賃貸情報サイト「LogiSquare」（ロジスクエア）の運営も引き継いでおり、自社が開発する物流施設の名称にも『ロジスクエア○○』（○○は地名）として使用されている。
社名の「シーアールイー」は、「Corporate Real Estate」（企業不動産）の略称であるCREから由来すると共に、「Create」（創造）、「Relate」（連携）、「Expand」（発展）のそれぞれの頭文字を当てはめたものとしている
なお、愛知県名古屋市に所在する、航空機設計を行う「株式会社シーアールイー」とは無関係である。

## 沿革
- 2009年（平成21年）12月 - 公共ロジスティックス株式会社として東京都中央区京橋に設立。
- 2010年（平成22年）
  - 7月 - 公共シィー・アール・イー株式会社に商号変更。
  - 8月 - 株式会社コマーシャル・アールイーより事業系不動産事業の譲渡を受ける。福岡営業所を設立。
  - 9月 - 本社を東京都中央区銀座に移転。
- 2011年（平成23年）7月 - 株式会社天幸総建（1964年創業。コマーシャル・アールイーの元子会社）を吸収合併[6]。厚木営業所、町田営業所、静岡営業所を設立。
- 2012年（平成24年）7月 - 町田営業所を本社に統合。
- 2014年（平成26年）
  - 6月 - 株式会社シーアールイーに商号変更[5]。
  - 8月 - ストラテジック・パートナーズ株式会社（現・CREリートアドバイザーズ）を完全子会社化。
  - 10月 - 本社を現在地に移転[7]。
- 2015年（平成27年）
  - 4月 - 東京証券取引所市場第二部に株式を上場[8]。
  - 5月 - 大阪営業所を設立。
  - 7月 - シンガポール駐在員事務所を開設。
  - 8月 - 静岡営業所を厚木営業所に統合。
  - 10月 - 株式会社エンバイオ・ホールディングス（当時東証マザーズ上場）と資本業務提携し、同社を持分法適用関連会社とする[9][10]。
- 2016年（平成28年）
  - 4月 - シンガポール現地法人「CRE Asia Pte. Ltd.」を設立。シンガポール駐在員事務所は閉鎖。
  - 5月 -
    - 不動産投資法人・CREロジスティクスファンド投資法人を設立[11]。
    - 東京証券取引所市場第一部に指定替え[12]。

  - 9月 - NCF不動産投資顧問株式会社（現・ストラテジック・パートナーズ）を完全子会社化[13]。
  - 11月 - 厚木営業所を相模原市に移転し、神奈川営業所に名称変更。
- 2017年（平成29年）
  - 1月 - タイ現地法人「CRE (Thailand) Co., Ltd.」を設立。
  - 2月 - ケネディクス株式会社と資本業務提携[14]。
- 2018年（平成30年）
  - 2月 - CREロジスティクスファンド投資法人が東京証券取引所不動産投資信託証券市場に上場[15]。
  - 5月 - 株式会社ブレインウェーブを連結子会社化[16][17]。
  - 12月 - LCホールディングス株式会社（現・グローム・ホールディングス）傘下の株式会社ロジコムの全株式を取得し、完全子会社化[18][19]。
- 2020年（令和2年）
  - 7月 - 株式会社ブレインウェーブを完全子会社化[20]。
  - 8月 - 株式会社ロジコムを吸収合併[21]。
  - 11月 - 株式会社ブレインウェーブを株式会社はぴロジに商号変更[22]。
- 2021年（令和3年）7月 - 株式会社APT（2018年8月資本提携、2020年12月持分法適用関連会社化）を連結子会社化[23]。
- 2022年（令和4年）
  - 4月 - 東京証券取引所の市場再編に伴いプライム市場に移行。
  - 12月 - サトーホールディングス子会社のサトーソリューションアーキテクト株式会社の株式を取得し、連結子会社化すると共に、株式会社ストラソルアーキテクトに商号変更[24]。
- 2025年（令和7年）
  - 1月28日 - 三井住友ファイナンス&リース傘下で環境関連事業などを手掛けるSMFLみらいパートナーズ株式会社が、最終的に株式の50.1％取得を目指すTOBを翌29日より開始することを発表。これに対し経営陣は同日TOBに賛同し、株主に応募を推奨すると発表した。
  - 3月13日 - SMFLみらいパートナーズによるTOBが成立[25]。
  - 5月29日 - 東京証券取引所プライム市場上場廃止[2]。
  - 6月2日 - 株式併合により株主がSMFLみらいパートナーズ及び京橋興産のみとなる[2]。

## 主な関連会社

### 国内
- CREリートアドバイザーズ株式会社（旧・ストラテジック・パートナーズ） - 完全子会社
  - CREロジスティクスファンド投資法人（東証上場・3487）
- ストラテジック・パートナーズ株式会社（旧・NCF不動産投資顧問） - 完全子会社
- 株式会社はぴロジ（旧・株式会社ブレインウェーブ） - 完全子会社
- 株式会社APT - 連結子会社
- 株式会社ストラソルアーキテクト（旧・サトーソリューションアーキテクト株式会社） - 非連結子会社
- 株式会社エンバイオ・ホールディングス（東証スタンダード上場・6092） - 持分法適用関連会社

### 海外
- CRE Asia Pte. Ltd.（シンガポール）
- CRE (Thailand) Co., Ltd.（タイ）